# Francisco Bellver y Collazos
Francisco Bellver y Collazos (Valencia, 23 de diciembre de 1812 - Madrid, 26 de octubre de 1890) fue un escultor español. Era hijo de Francisco Bellver y Llop, sobrino de Pedro Bellver y Llop, hermano de Mariano y José Bellver y Collazos y padre de Ricardo Bellver Ramón, todos ellos escultores.

## Biografía y obra

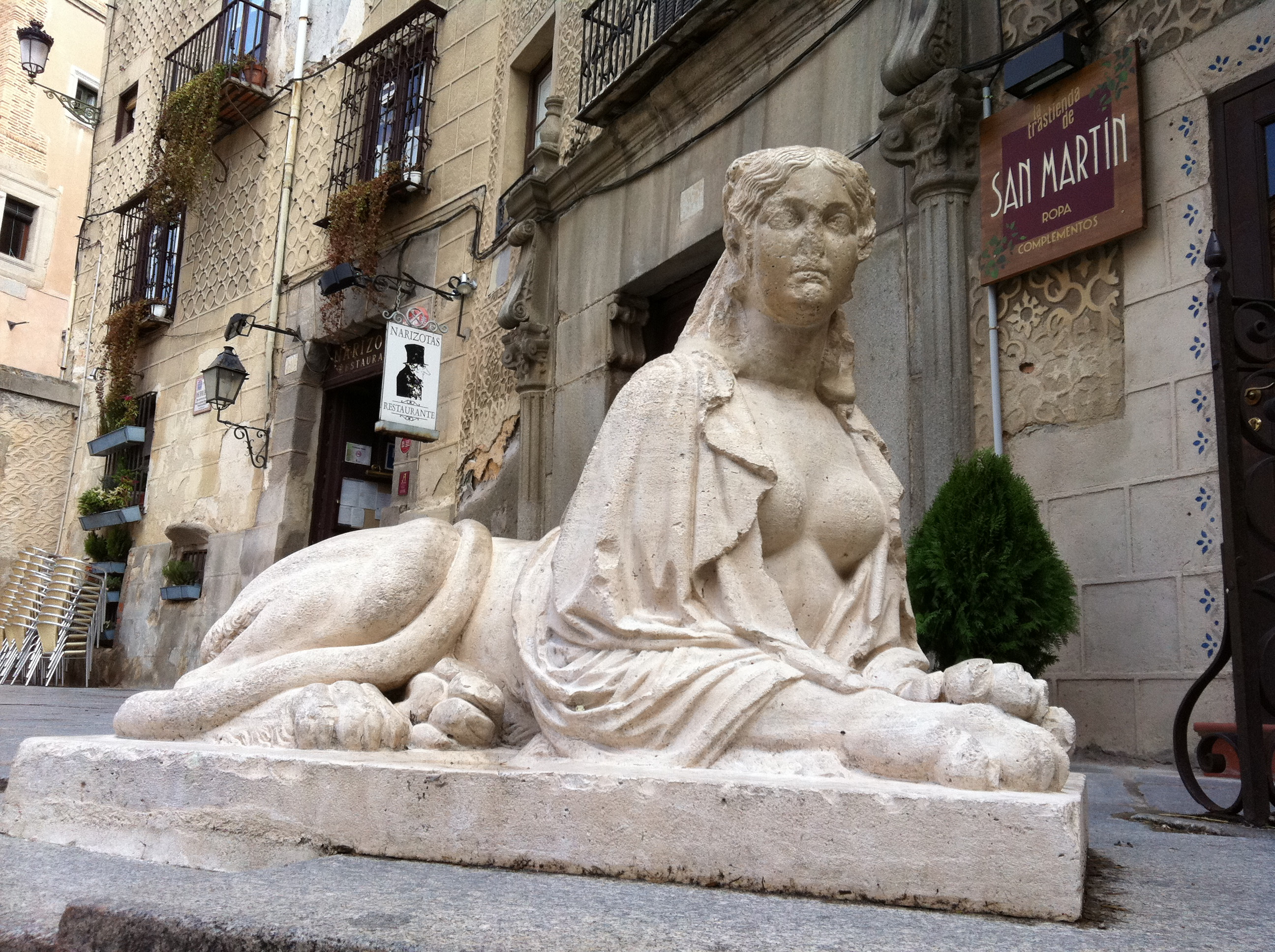
Una de las dos "sirenas" de Segovia realizadas por Francisco Bellver

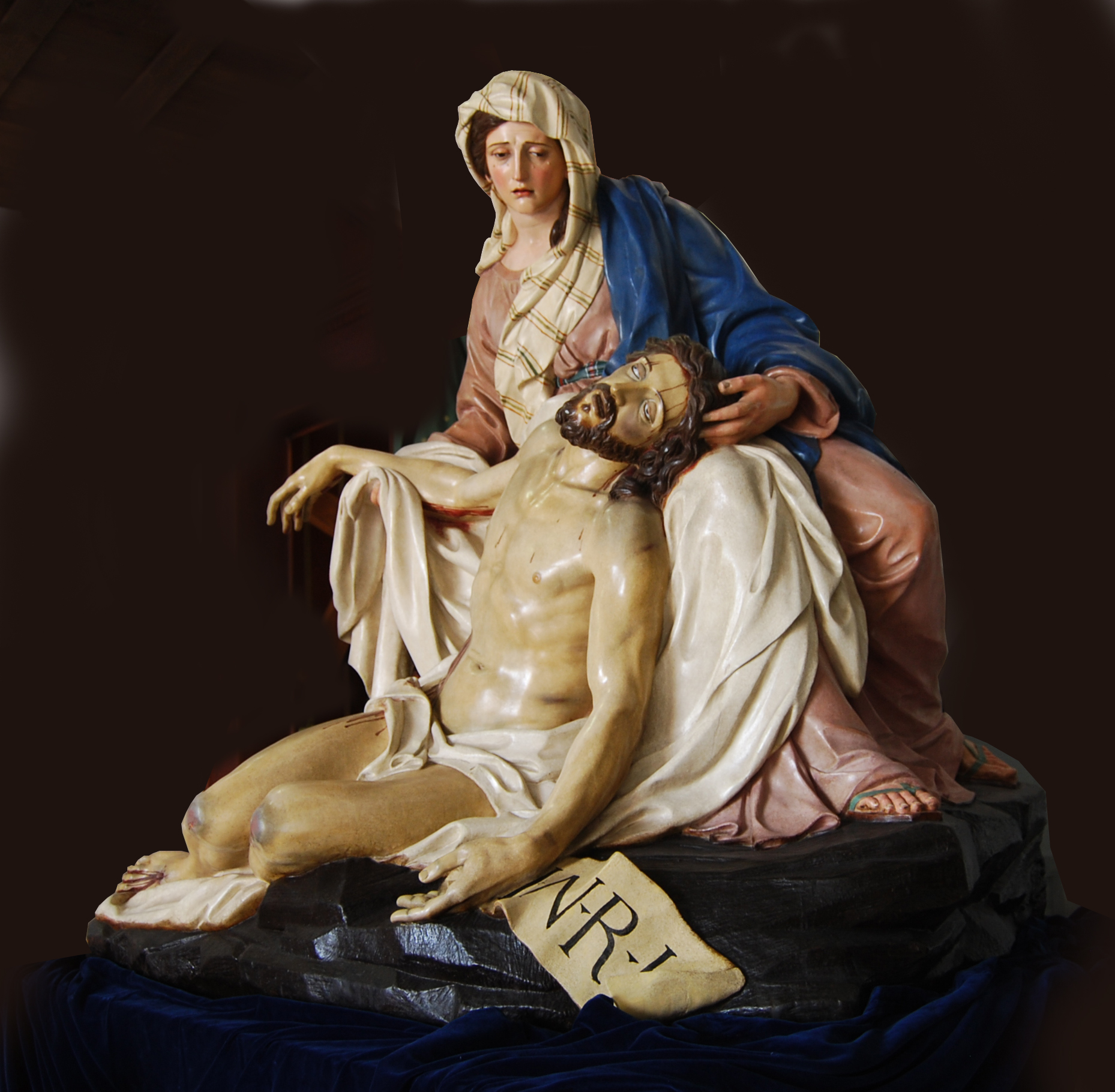
Virgen de las Angustias (Huércal-Overa, Almería) Madera policromada.

Recibió las primeras enseñanzas artísticas de su padre en la Real Academia de Bellas Artes de San Carlos en Valencia. Más tarde se trasladó a Madrid donde continuó su formación en la Real Academia de Bellas Artes de San Fernando y trabajó en el taller de José Tomás. En 1843 ingresó como académico en la Real Academia de Bellas Artes de San Fernando.
Su obra estuvo centrada en las representaciones religiosas, campo en el que realizó numerosos trabajos destinados a iglesias de Madrid, el resto de España y América. Entre ellas sobresalen:
- Virgen del Carmen con el Niño para la Cofradía de la Virgen del Carmen de Lugo.
- Las figuras de la custodia de la catedral de Arequipa (Perú) y Los cuatro evangelistas de la custodia de la catedral de La Habana fueron fundidas en plata por el orfebre Francisco Moratilla a partir de modelos de Francisco Bellver.
- Los grupos escultóricos realizados para la localidad almeriense de Huércal-Overa (Jesús caído camino del Calvario con un sayón y el Cirineo y el grupo de la Piedad también llamado Virgen de las Angustias) así como otras tallas individuales destinadas a la misma localidad (Cristo de la Misericordia y Santísima Virgen del Río -perdida en 1973-).
- Ornamentación del sepulcro de la infanta Luisa Carlota de Borbón-Dos Sicilias. Monasterio de El Escorial.
- Figuras para el panteón de Teresa Arredondo en el cementerio de San Isidro.
- Para la Iglesia de Santiago de Madrid esculpió una Virgen de la Esperanza con su peana.
- Cristo para la Iglesia de Santo Tomás en Valverde de Alcalá (Madrid).
- Nuestra Señora del Amor Hermoso para la Iglesia de Santa María del Río, Castroverde de Campos (Zamora).
- Virgen María poniendo al Santo la Casulla. Sacristía de la Iglesia de San Ildefonso (Madrid).

De sus obras no religiosas, merecen especial mención: 
- Venus en una concha sostenida por tres delfines para la vivienda de Francisco de las Rivas.[4]
- En la plazuela de San Martín de Segovia se encuentran dos sirenas y una fuente con dos niños sujetando a un delfín, y dos leones.
- Escudo real en el Puente de Alcántara, junto con José Bellver.
- Busto del doctor Mateo Orfila en la casa natal del científico en la calle de las Moreras de Mahón (Menorca).[5]